# Nassau-Dietzkazerne

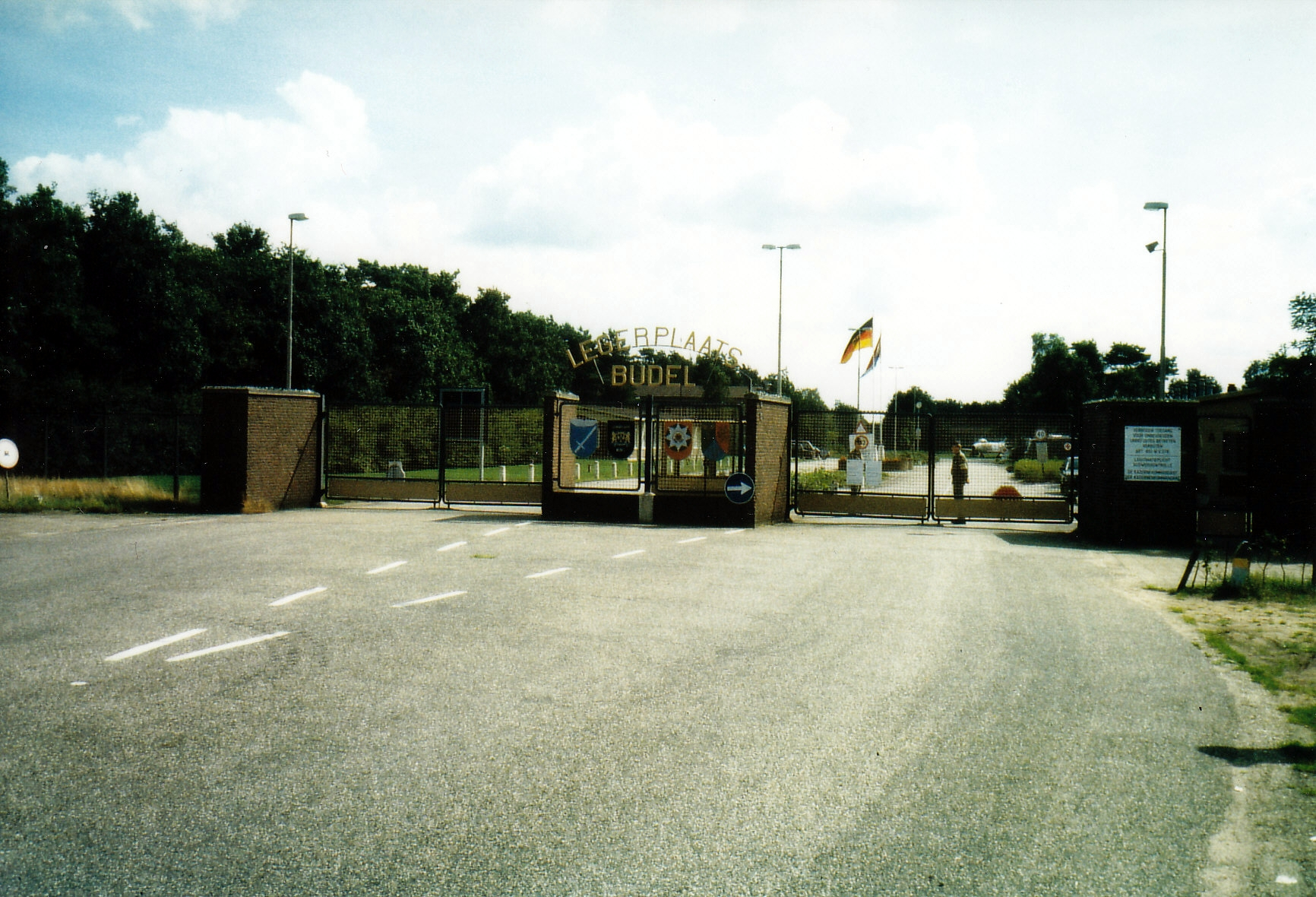
Legerplaats Budel (1987)

De Nassau-Dietzkazerne (tot 1983 Legerplaats Budel) is een voormalige kazerne in Budel, een dorp dat tegenwoordig valt onder de gemeente Cranendonck.
De kazerne werd gebouwd in 1956 en werd van 1963 tot het einde van 2005 door de Bundeswehr gebruikt op de heide van Budel voor basisopleiding van rekruten voor de infanterie object bescherming, daarnaast waren er in de jaren voorafgaand aan de sluiting twee compagnieën van 30 Nationale Reserve Bataljon, de Delta- en Echocompagnie gevestigd. De kazerne wordt sinds 2014 niet meer door de krijgsmacht gebruikt, maar wordt van Defensie gehuurd en grotendeels gebruikt als opvangcentrum voor asielzoekers door het Centraal Orgaan opvang asielzoekers (COA). De schietbaan naast de kazerne, genaamd schietbaan Weert, wordt nog wel door de krijgsmacht gebruikt.

## Geschiedenis
De stationering van Duitse troepen was te danken aan een verdrag tussen Nederland en Duitsland op 17 januari 1963, de Budel Seedorf overeenkomst. In ruil voor de plaatsing van Nederlandse legerorganisaties in Seedorf voorziet het verdrag in de legering van infanterie-eenheden in een luchtmachtkazerne in Budel van  vergelijkbare grootte. De eerste Duitse soldaten arriveerden vervolgens op 20 mei 1963 op de legerplaats.
Van 1963 tot 1996 waren er verschillende bataljons gestationeerd. Na een herstructurering van luchtmachttraining was in Budel van 1997 tot 2005 de Air Force Training Regiment gelegerd.
Op 31 augustus 2011 heeft het Nederlandse ministerie van Defensie aangekondigd te verwachten dat de Nassau-Dietz Kazerne  in 2016 definitief gesloten zou worden, maar dit besluit werd versneld uitgevoerd in 2014. In 2022 besloot de gemeente Cranendonck unaniem dat het AZC in 2024 dicht gaat. De aanleiding was een reeks geweldsincidenten, waaronder steekpartijen. Op 29 mei 2024 werd duidelijk dat het AZC niet dicht ging maar kleiner wordt. Op 22 mei 2025 kwam naar buiten dat het AZC in 2028 alsnog dicht gaat en weer door defensie in gebruik wordt genomen.